# 레이철 베리

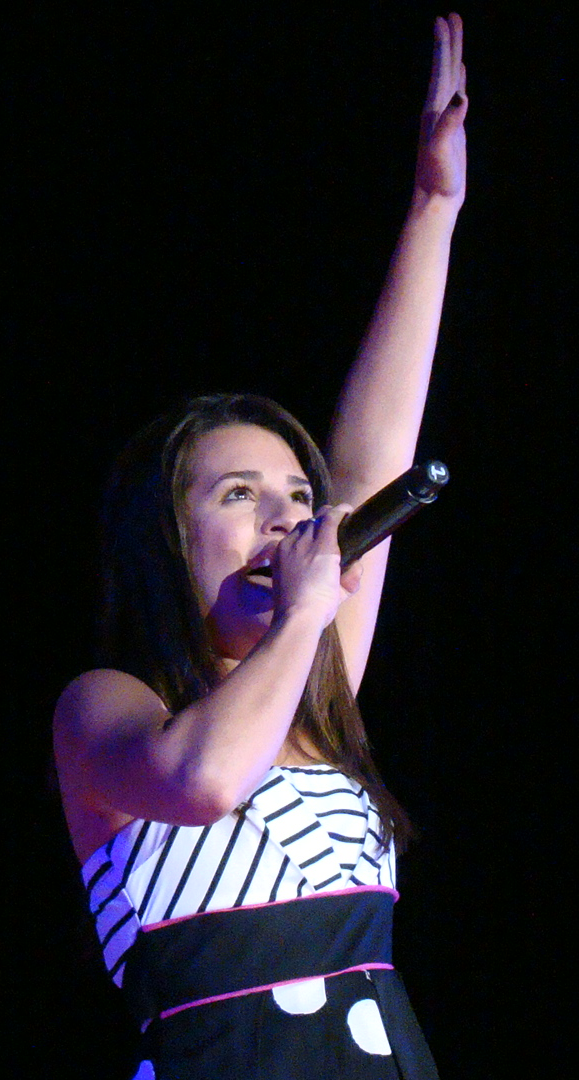

레이첼 바브라 베리(영어: Rachel Barbra Berry)는 미국의 뮤지컬 드라마 《글리》에 등장하는 가공의 인물이며, 사실상 여주인공이다. 리아 미셸이 연기하고있다. 2009년 5월 19일 첫 방영된 파일럿 에피소드에서 등장하였다. 레이철은 라이언 머피, 브래드 팰척, 이언 브레넌에 의해 만들어졌다.
게이인 부모님밑에서 자란 유대인이다. 자신을 ' star '라 칭하며 자신의 이름 옆에 금색 별을 붙일정도로 자신의 재능을 사랑하며 스타가 되고싶은 열망이 강하다. 그탓에 솔로곡이나 스포트라이트에대한 쟁취심이나 욕망이 강해 재수없다며 루저라 놀림받아 자신감이 낮았다. 그러나 <Glee>클럽에 들어가 많은 사람들을 사귀며 달라져간다. 특히 같은 뉴 디렉션의 멤버 핀의 영향으로 자신이 누군가에게 사랑받을 수 있는 한 사람이라는 것을 느낀다.
자기 자신을 너무나도 사랑하기에 가끔 자기중심적으로 보이나 친구들을 진심으로 아끼며 친구이자 연인인 핀을 아끼고 사랑하는 소녀이다. 뉴욕에 있는 니야다 대학에 입학해 브로드웨이 무대에 서는 것이 꿈이며 ㅣ같은 뉴 디렉션스! (New Directions!)의 멤버인 핀 허드슨과 교제하고 있다. 두 커플의 별명은 ' 핀첼 '이다. 제일 자신있어하는 곡은 '화니 걸'의 <Don't Rain On My Parade>이다.